# Teodora imperatrice di Bisanzio
Teodora imperatrice di Bisanzio è un cortometraggio del 1909 diretto da Ernesto Maria Pasquali.

## Produzione
Prodotto dalla Pasquali e Tempo.

## Distribuzione
Il film fu distribuito nel 1909 dalla G.W. Bradenburgh e nel 1910 dalla Pasquali e Tempo.

### Date di uscita
IMDb
- UK	giugno 1909
- Germania	28 giugno 1909
- Francia	luglio 1909
- USA	25 dicembre 1909

Alias
- Theodora	Germania / USA
- Théodora	Francia
- Theodora, Empress of Byzantium	UK